# Dalmatius
Flavius Dalmatius na mincích hláskován jako Delmatius (320? - 337) byl caesarem římské říše v letech 335 až 337 a členem konstantinovské dynastie.
Byl synovcem Konstantina I. Velikého. Jeho otec stejného jména Flavius Dalmatius byl nevlastním bratrem Konstantina a sloužil jako římský cenzor. Dalmatius a jeho bratr Hannibalianus byli vzděláváni v galské Toulouse rétorem Exuperiem.
Dne 18. září 335 byl svým strýcem povýšen na caesara a ovládal Thrákii, Achaji a Makedonii. Dalmatius zemřel koncem léta 337, zabit vlastními vojáky. Je možné, že jeho smrt souvisela s čistkou, která začala po smrti císaře Konstantina a kterou zorganizoval Constantius II. s cílem odstranit jakéhokoli uchazeče, který si mohl nárokovat císařský trůn, kromě synů samotného zesnulého císaře.